# Championnats du monde de tir à l'arc 1953
Navigation
Édition précédente Édition suivante
Les championnats du monde de tir à l'arc 1953 sont une compétition sportive de tir à l'arc organisés du 21 au 25 juillet 1953 à Oslo, en Norvège. Il s'agit de la seizième édition des championnats du monde de tir à l'arc.

## Médaillés
| Épreuves           | Or                                                                                | Argent                                                     | Bronze                                     |
| ------------------ | --------------------------------------------------------------------------------- | ---------------------------------------------------------- | ------------------------------------------ |
| Individuel hommes  | Bror Lundgren (SWE)                                                               | Einar Tang-Holbek (DEN)                                    | Carl-Eric Bissman (SWE)                    |
| Par équipes hommes | Suède Bror Lundgren Carl-Eric Bissman Andersson Holstenson Wiren Norström Jönsson | Danemark Jörgensen Jergensen Larsen Nielsen Schön-Hansen   | Belgique Duval Kessels Lienard Timmermanns |
| Individuel femmes  | Jean Richards (USA)                                                               | Ilta-Meri Santaoja (FIN)                                   | Jacqueline Lang (FRA)                      |
| Par équipes femmes | Finlande Ilta-Meri Santaoja Burmeister Myllynen Kirsti Partanen                   | France Jacqueline Lang Irène Cruypenninck Madeleine Bernot | Suède Jeppson Karlsson Johansson           |